# Agapeta
Agapeta là một chi bướm đêm thuộc phân họ Tortricinae của họ Tortricidae.

## Hình ảnh

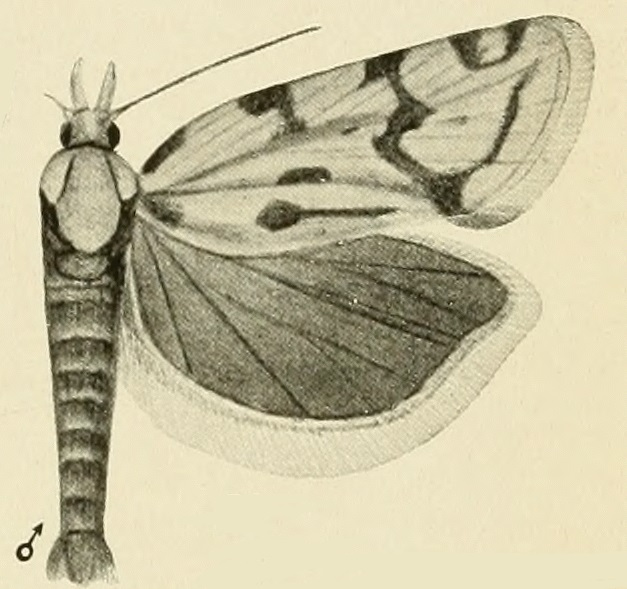

## Các loài
- Agapeta angelana (Kennel, 1919)
- Agapeta hamana (Linnaeus, 1758)
- Agapeta largana (Rebel, 1906)
- Agapeta zoegana (Linnaeus, 1767)